# Dombeja

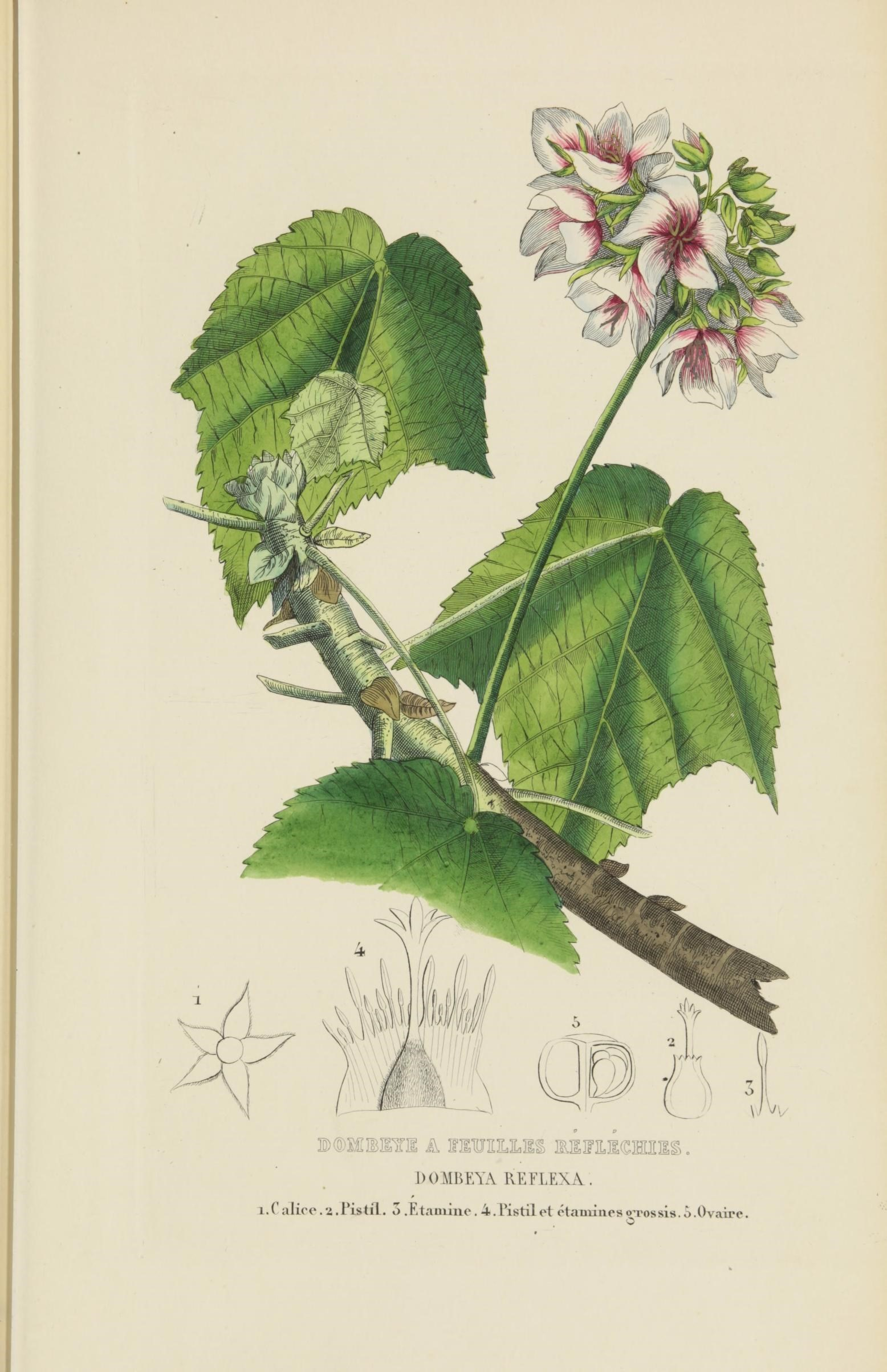
Ilustrace Dombeya ameliae z roku 1853

Dombeja (Dombeya) je rod rostlin z čeledi slézovité. Jsou to jednodomé nebo dvoudomé stromy a keře s jednoduchými střídavými listy s dlanitou žilnatinou a poměrně nápadnými květy ve vrcholičnatých květenstvích. Plodem je tenkostěnná tobolka. Rod zahrnuje téměř 200 druhů a je rozšířen v subsaharské Africe, Madagaskaru a ostrovech západního Indického oceánu.
Dombejy mají různorodé využití. V tropech a subtropech jsou pěstovány jako efektně kvetoucí okrasné dřeviny, připomínající hortenzie. Řada druhů je využívána v domorodé medicíně, z kůry jsou získávána pevná vlákna podobná jutě, měkké dřevo má rovněž rozličné využití.

## Popis
Dombejy jsou keře nebo řidčeji nevelké stromy. Odění se obvykle skládá z hvězdovitých, někdy šupinovitých nebo žláznatých chlupů. Listy jsou jednoduché, celistvé nebo laločnaté, celokrajné nebo na okraji vroubkované či zubaté, řapíkaté, většinou s dlanitou žilnatinou. Květy jsou jedno nebo oboupohlavné, uspořádané v několikakvětých až bohatých vrcholících nebo výjimečně jednotlivé. U některých druhů vyrůstají květenství přímo ze starého dřeva. Kalich se skládá z 5 na bázi většinou krátce srostlých lístků, mimo to jsou přítomny 3 opadavé, dřípené až členěné listeny kalíšku. Koruna je bílá, nažloutlá, růžová nebo červená, většinou vytrvalá, složená z 5 symetrických až silně asymetrických korunních lístků. Fertilní tyčinky bývají zpravidla 2 až 3, řidčeji jiný počet (1 až 10), srostlé spolu se sterilními staminodii do svazečku. Semeník obsahuje 2 až 6 komůrek, v nichž je po 1 až 16 vajíčkách. Čnělka je na vrcholu rozdělená v ramena, jejichž počet odpovídá počtu plodolistů. Plodem je tenkostěnná pouzdrosečná tobolka.

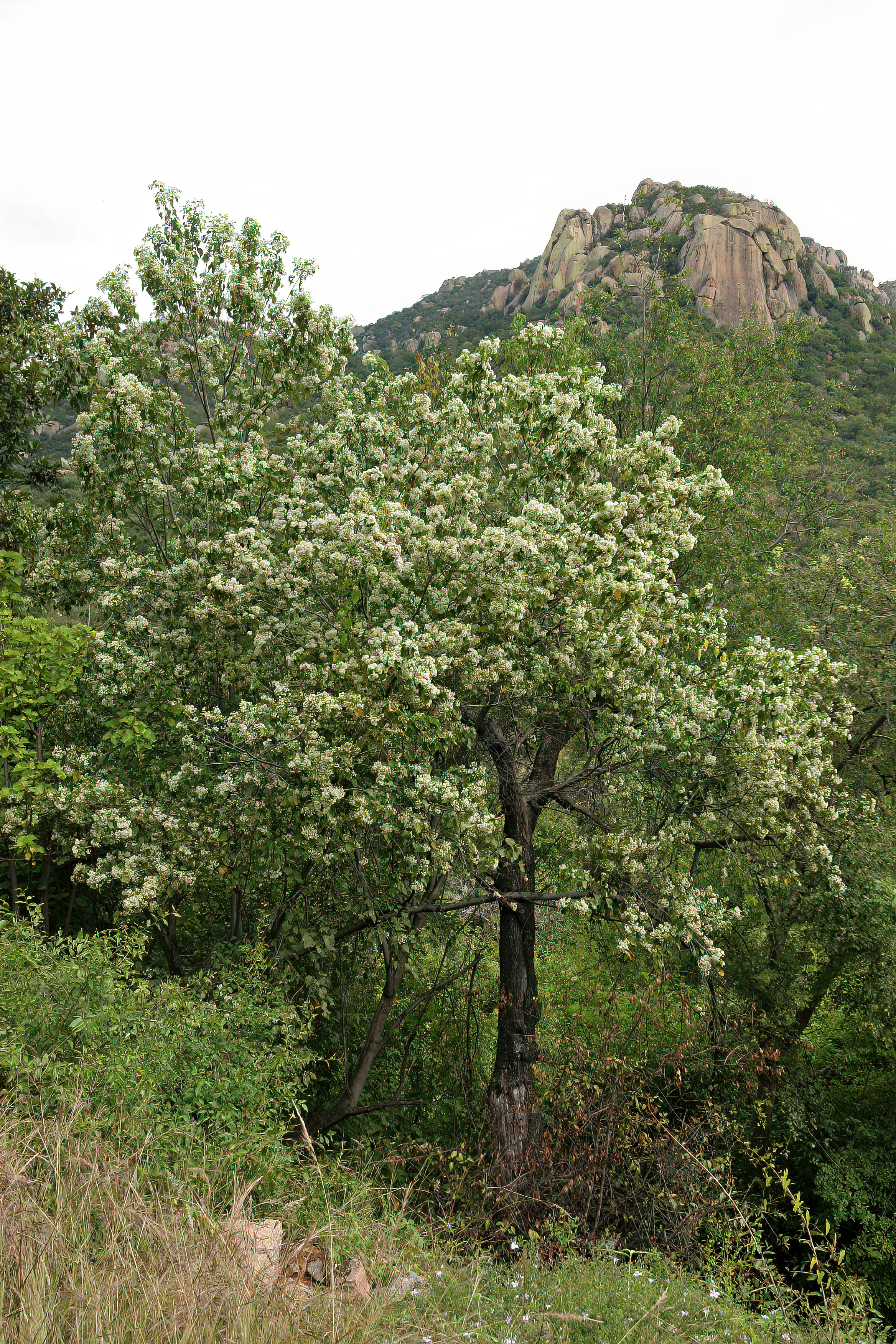
Dombeya cymosa v Jižní Africe
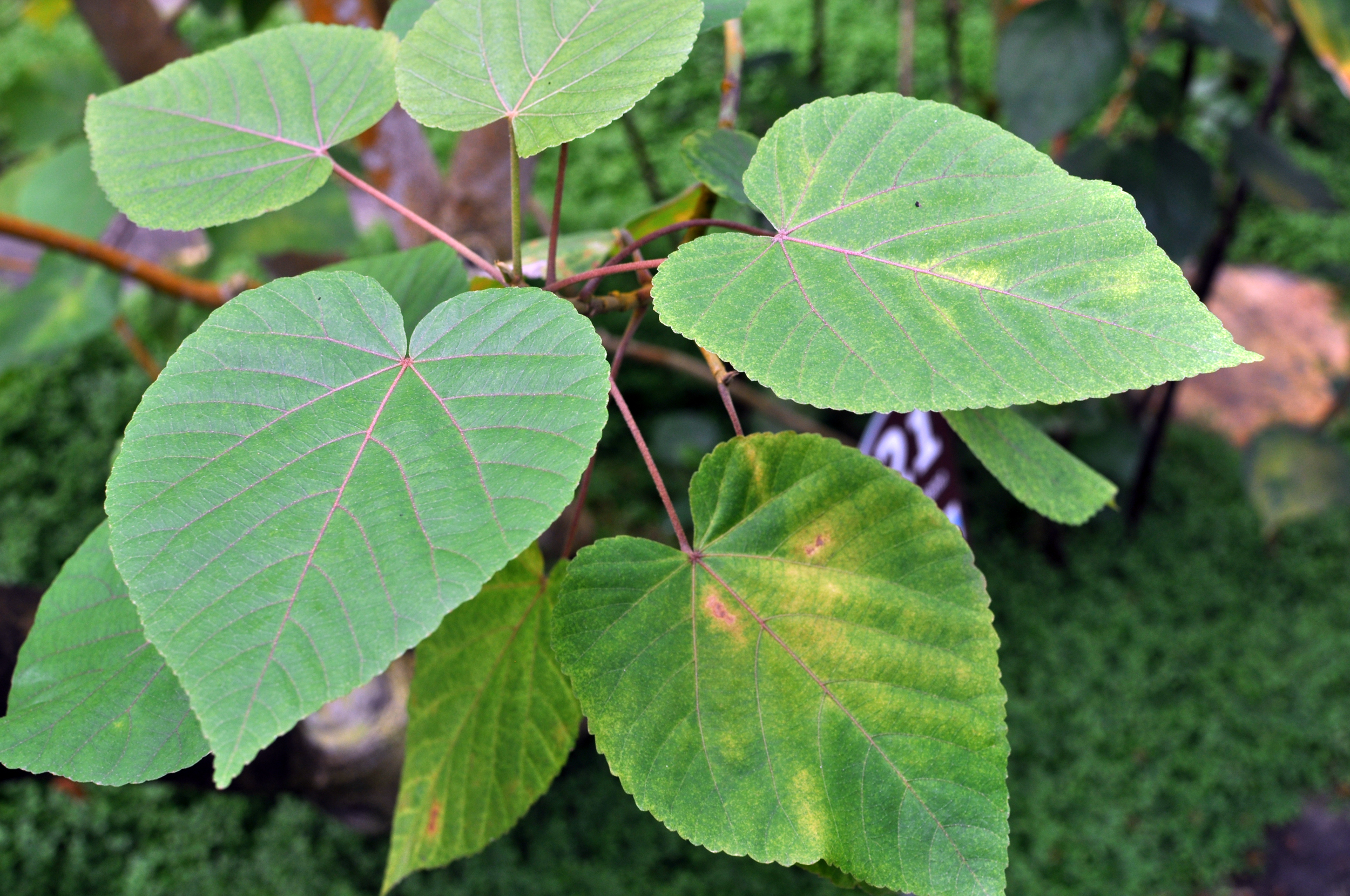
Olistění Dombeya mauritiana
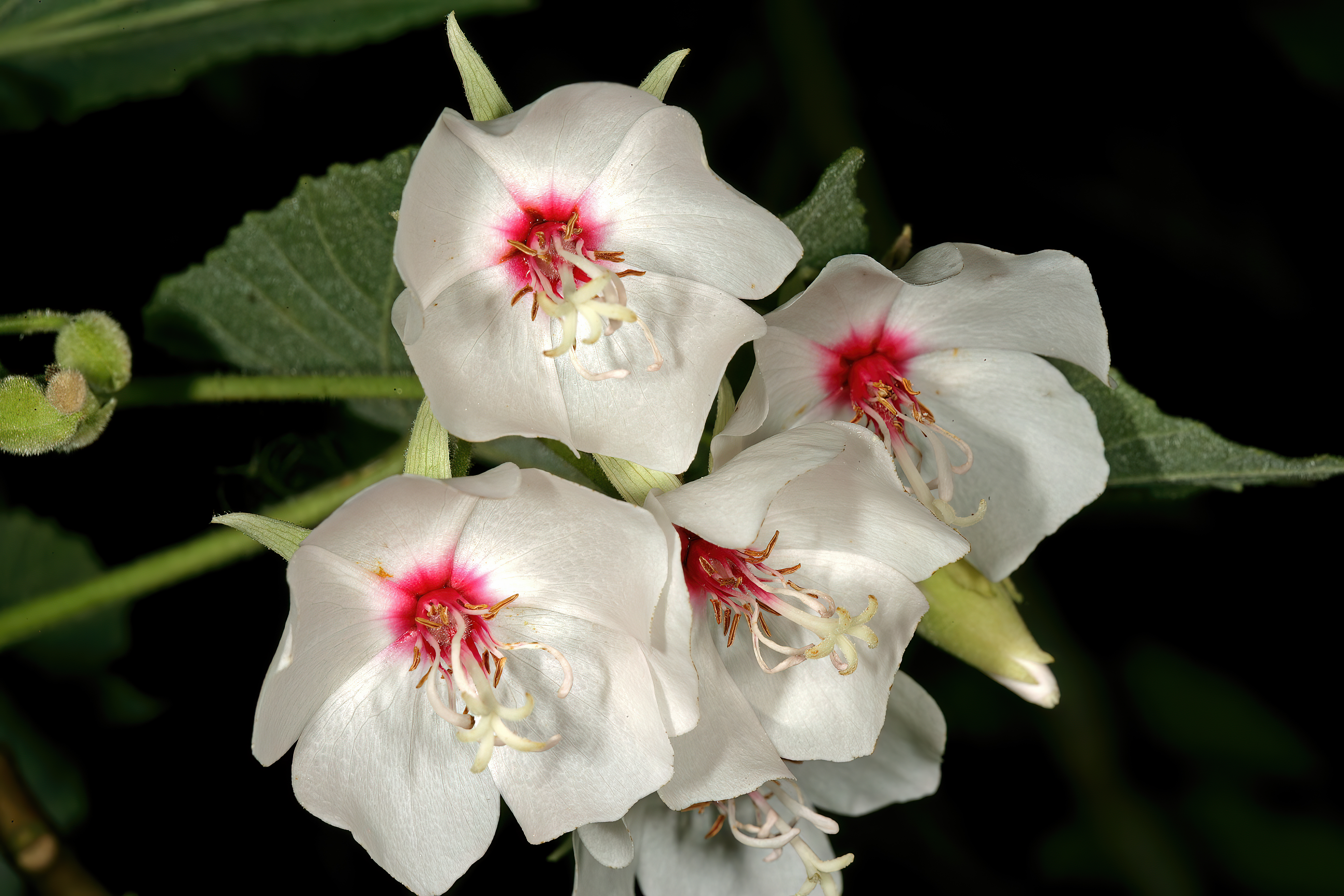
Květy Dombeya pulchra
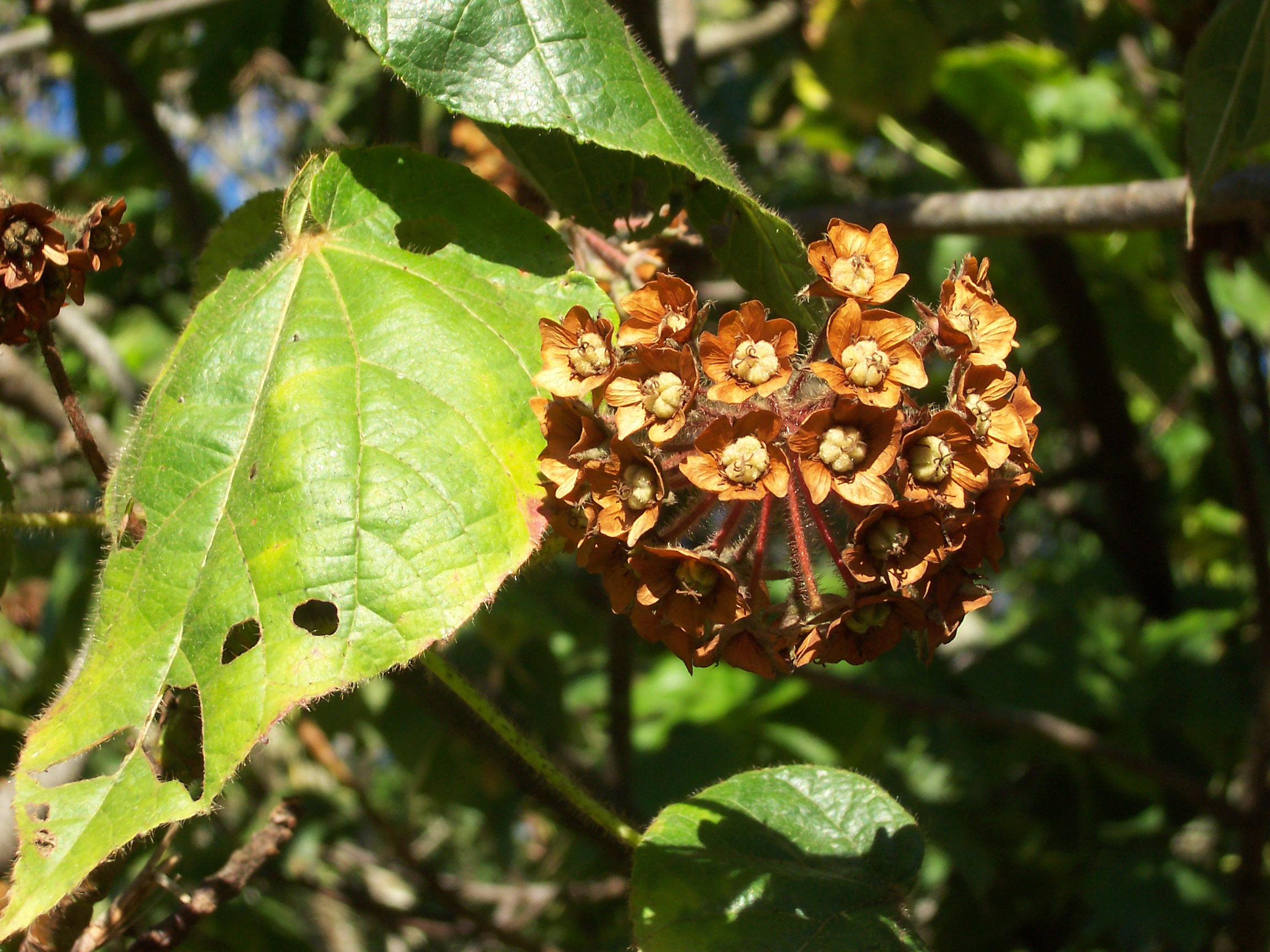
Plodenství Dombeya pilosa

## Rozšíření
Rod dombeja zahrnuje asi 197 druhů. Je rozšířen v subsaharské Africe, Arábii, Madagaskaru a ostrovech západního Indického oceánu. Centrum druhové diverzity je na Madagaskaru, odkud je uváděno 163 druhů, z toho 161 endemických. V pevninské Africe roste 22 druhů, areál zahrnuje víceméně celou subsaharskou Afriku od Zemí Sahelu po Jihoafrickou republiku. Druh Dombeya torrida zasahuje i na Arabský poloostrov. Další významný výskyt je na souostroví Maskarény východně od Madagaskaru, konkrétně na ostrově Réunion, odkud je udáváno 11 endemických druhů. Na sousedním ostrově Mauricius roste jen jeden druh. Dva druhy rostou na Komorských ostrovech, ležících mezi Madagaskarem a africkou pevninou.
Dombeya mollis je důležitou složkou madagaskarských horských lesů.

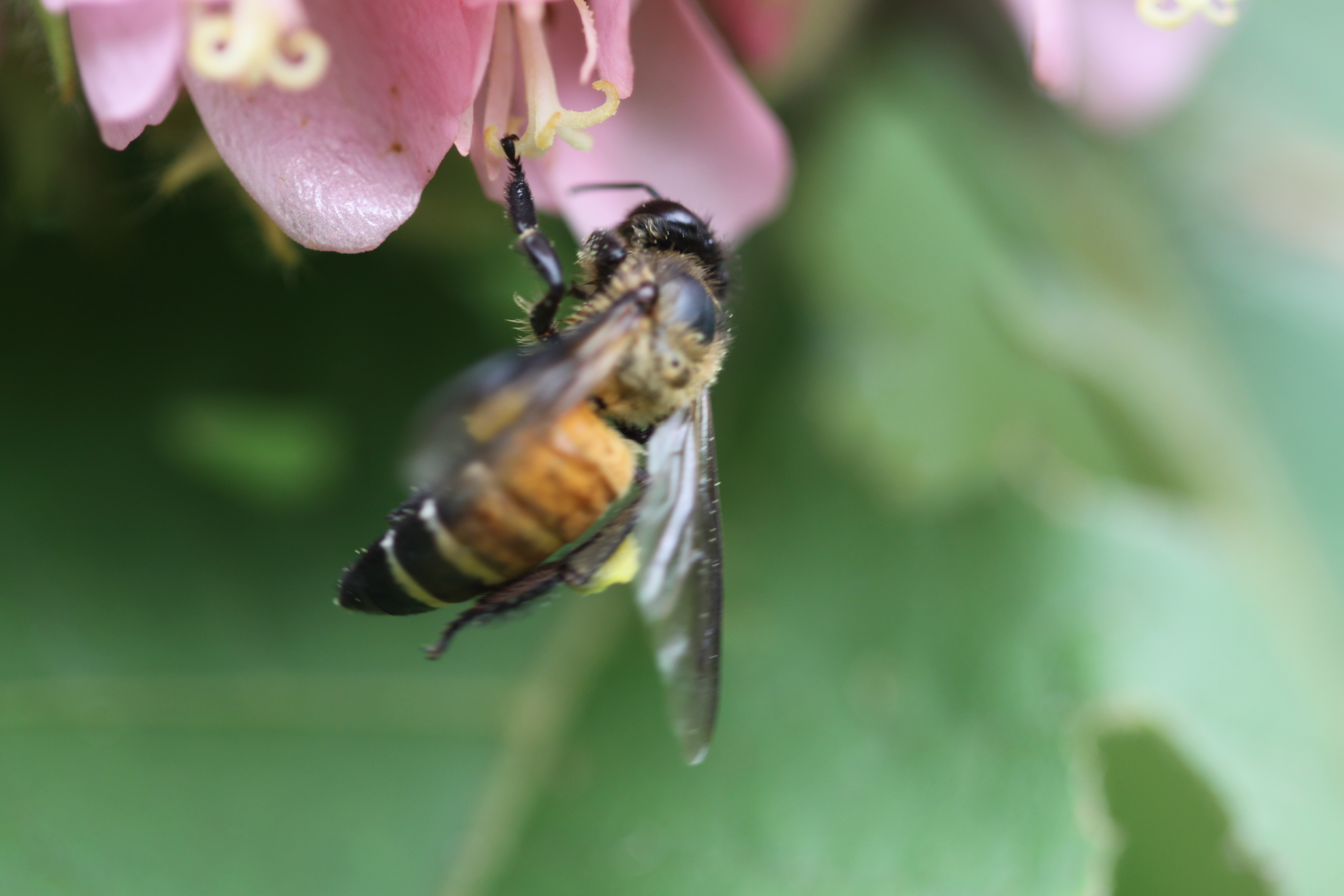
Včela na květech dombejy manihot (Dombeya acutangula)

## Ekologické interakce
Květy jsou opylovány zejména hmyzem. Některé druhy jsou opylovány netopýry.
Na listech dombejí se živí housenky některých druhů motýlů a můr z čeledi babočkovití (Acraea eponina, A. obeira, A. terpsichore), hřbetozubcovití (Anaphe reticulata, Atrasana uncifera, Simesia dasychiroides) a soumračníkovití (Eagris nottoana, Caprona pillaana, Netrobalane canopus).

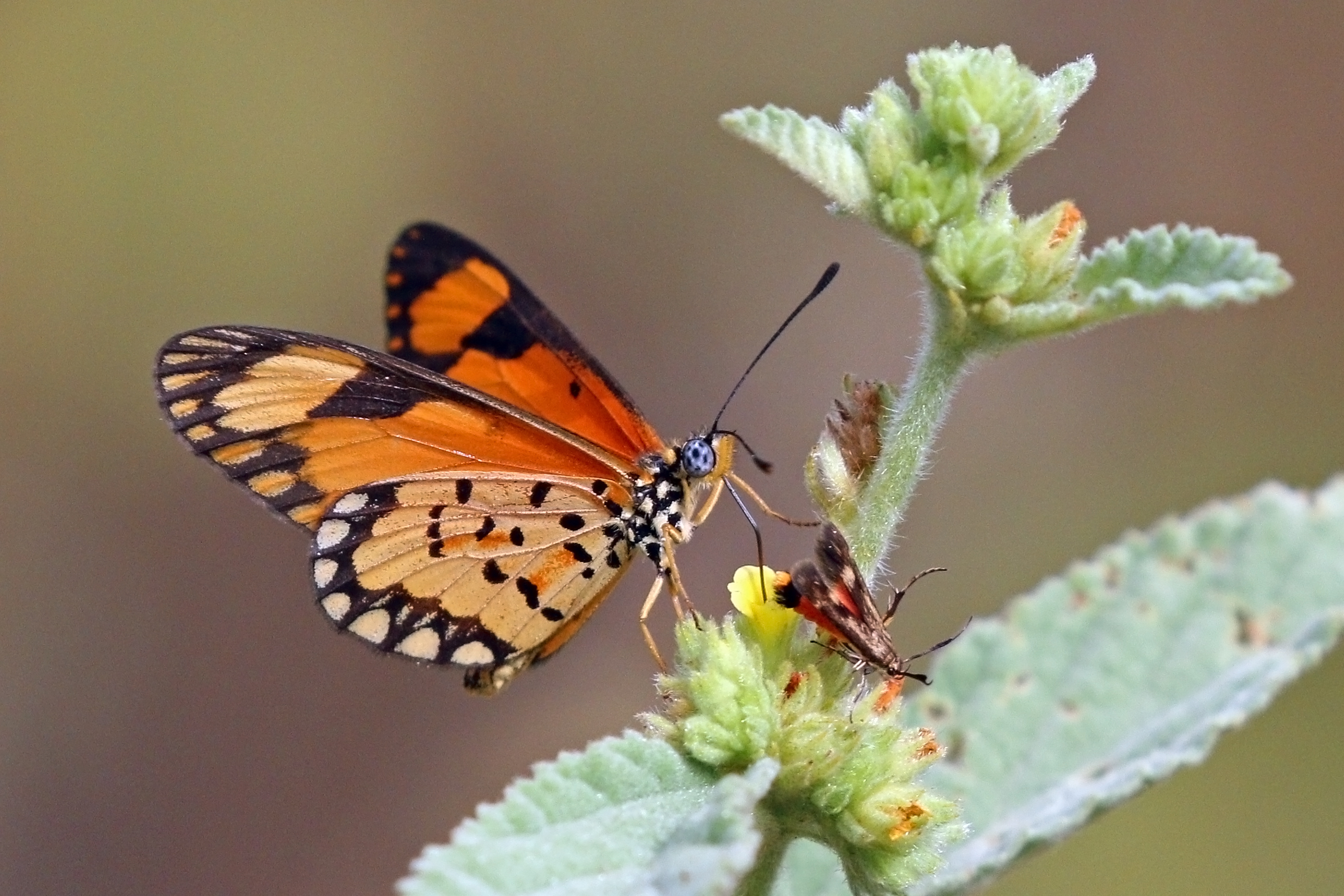
Babočkovitý motýl Acraea eponina
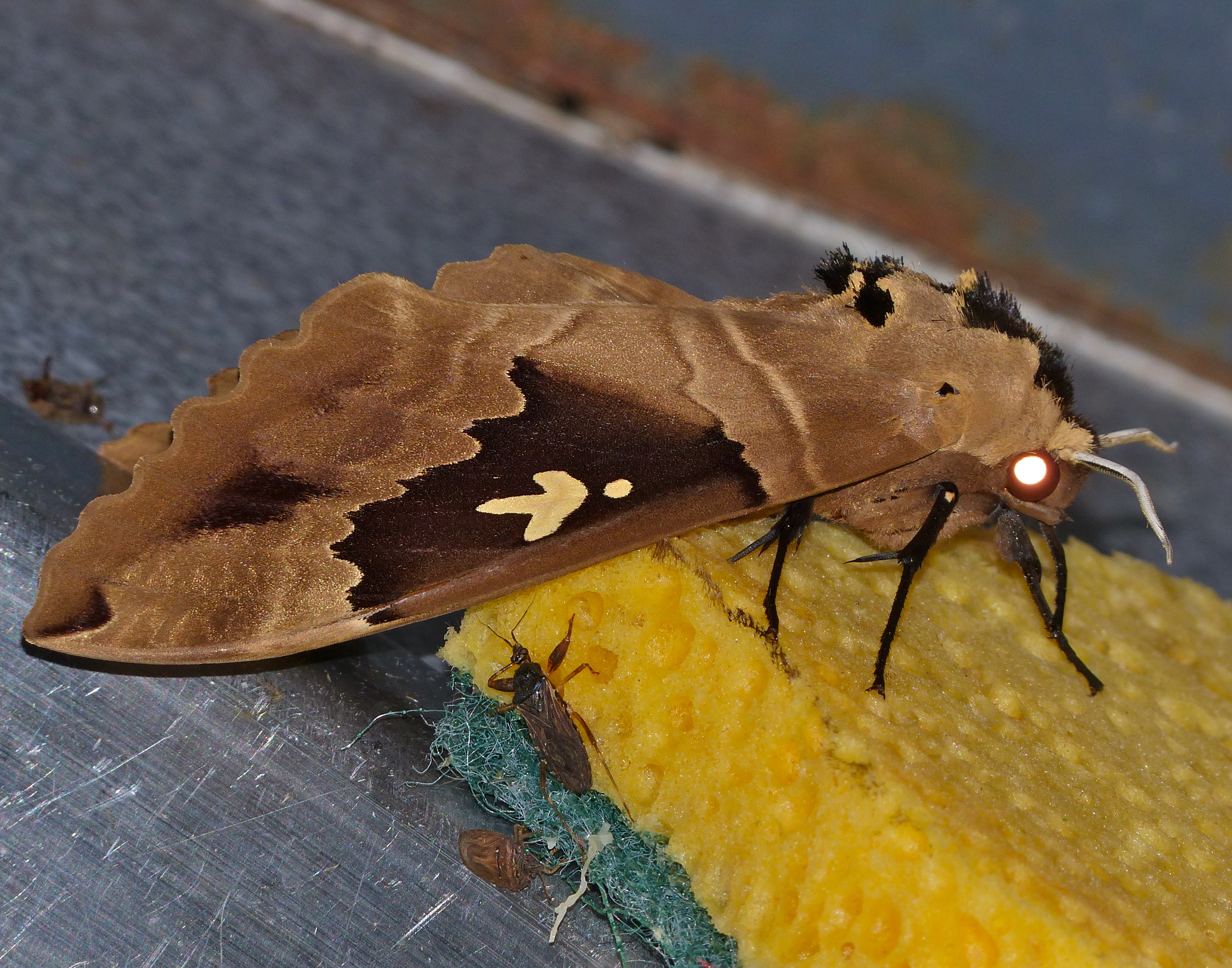
Lišaj Lophostethus dumolinii
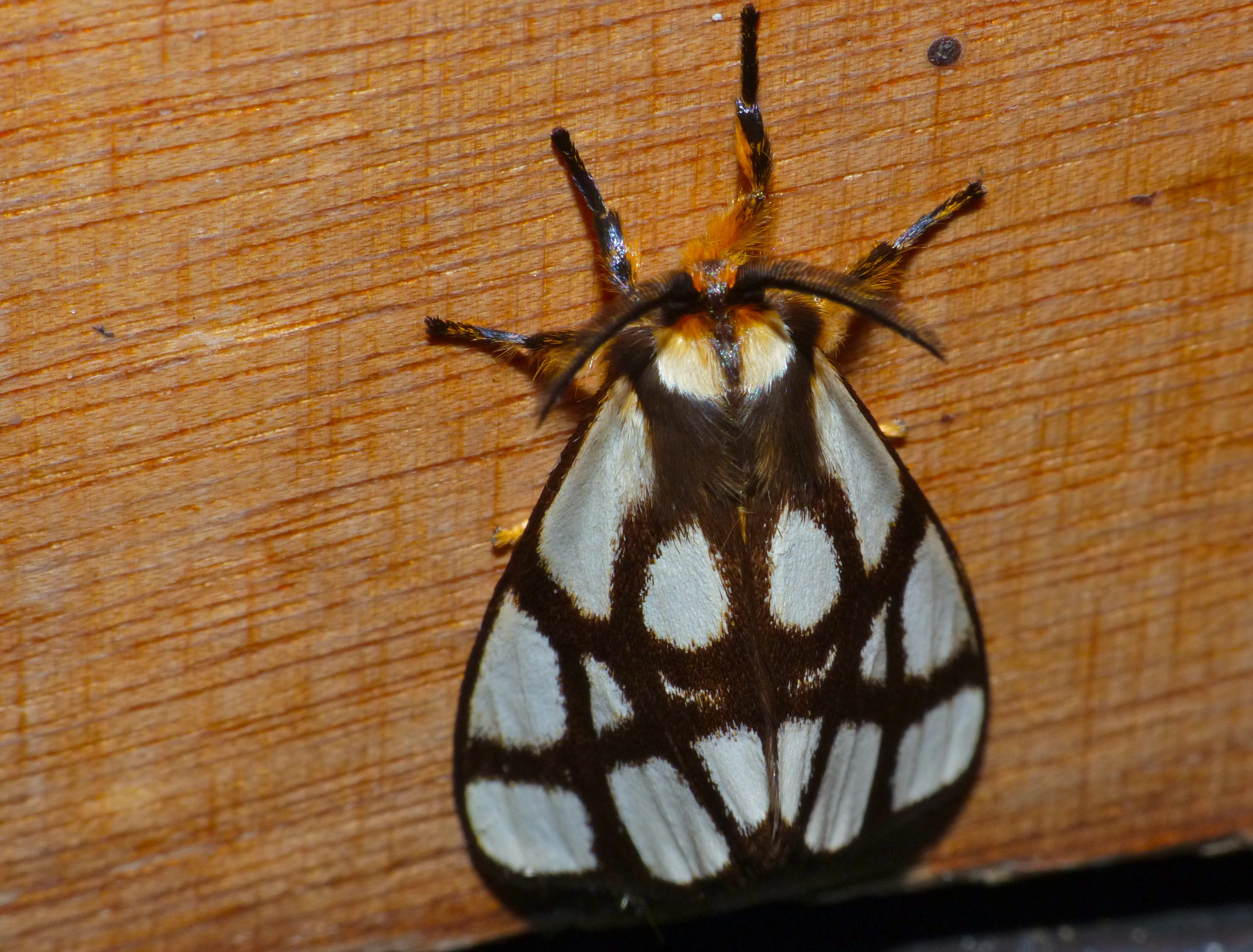
Můra Anaphe reticulata

## Obsahové látky
Dombeya torrida: Eyes irritation, the fine hairs on the fruit may cause.

## Taxonomie
Rod Dombeya je v rámci čeledi Malvaceae řazen do podčeledi Dombeyoideae. Rod je členěn na dva podrody, subgen. Dombeya a subgen. Xeropetalum.

## Zástupci
- dombeja madagaskarská (Dombeya wallichii)
- dombeja manihot (Dombeya acutangula)[8]

## Význam

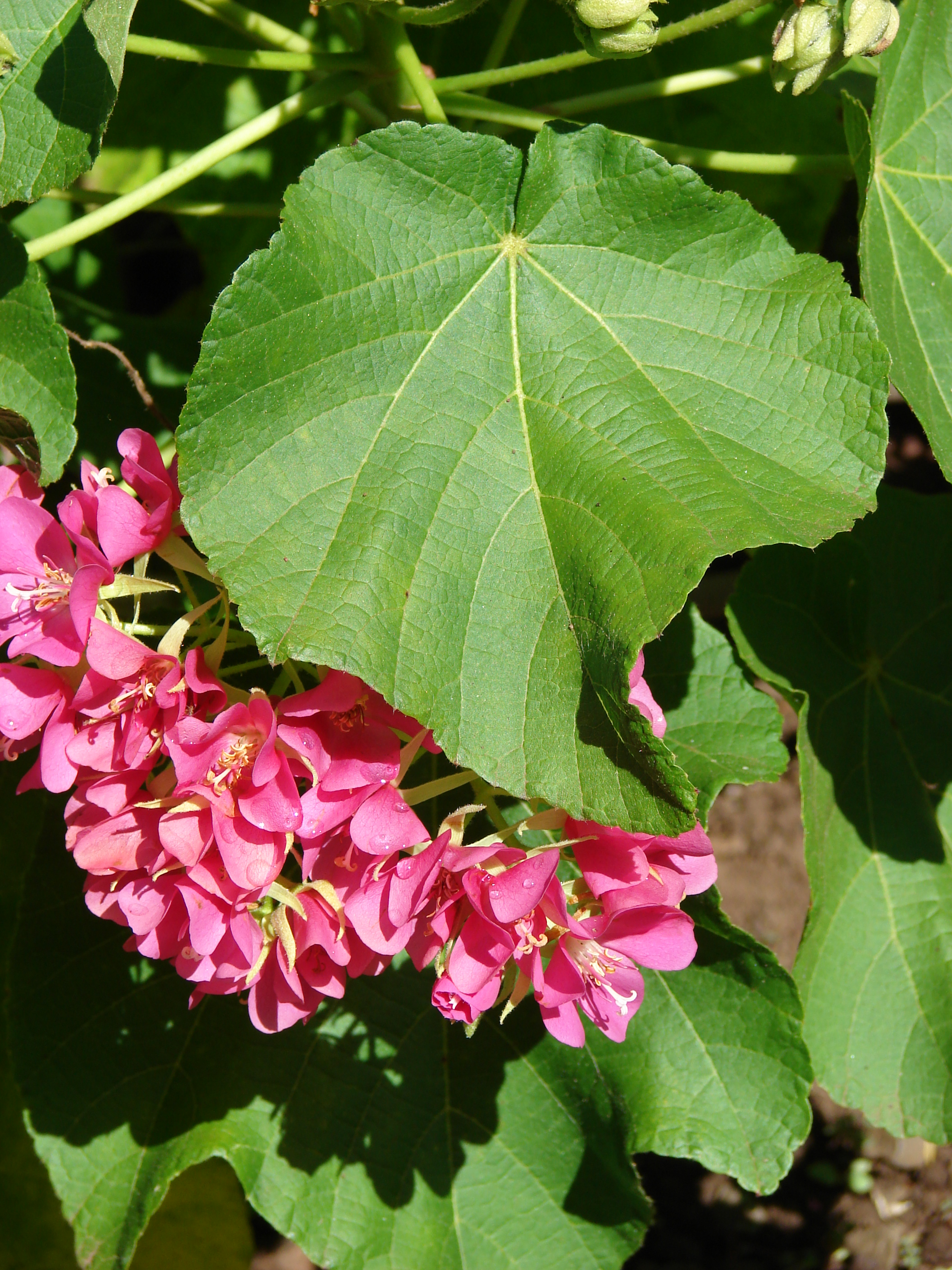
Okrasný kříženec Dombeya × cayeuxii

Dombejy jsou v tropech a subtropech pěstovány jako nápadně kvetoucí okrasné dřeviny. Mezi častěji pěstované druhy náleží zejména dombeja madagaskarská (Dombeya wallichii), dombeja manihot (D. acutangula), D. cacuminum, D. mollis, D. spectabilis, různé kultivary druhu D. burgessiae a jeho kříženec s D. wallichii, známý jako D. × cayeuxii.
S některými druhy se lze setkat i ve sklenících českých botanických zahrad, jmenovitě v Pražské botanické zahradě v Tróji a Botanické zahradě Teplice.
Řada druhů je využívána v domorodé medicíně. Asi nejrozsáhlejší použití jako protizánětlivý, antibakteriální a protiprůjmový prostředek má Dombeya rotundifolia. Vařené kořeny jsou využívány při ošetřování revmatismu, neplodnosti, syfilis, šťáva z kořenů proti průjmům u dětí, odvar při bolestech břicha. Odvaz z kůry se podává při meningitidě, gynekologických potížích, problémech se srdcem, horečkách a proti nevolnosti v těhotenství.
Kůra D. quinqueseta slouží k léčení malárie, jako protijed při hadím uštknutí a insekticid, kořeny při horečkách, bolestech břicha a bilharzióze. Listy či kořeny africké D. buettneri (syn. D. bagshawei) se používají jako emetikum, při průjmech, choleře a trávicích poruchách.
Antibakteriální a protizánětlivé účinky mají i některé další druhy. D. rotundifolia se používá v magii při psychózách, listy D. buettneri proti zlým duchům.
Měkké a křehké dřevo některých druhů je lokálně využívané jako stavební dříví, k výrobě mís, bubnů, beden, držadel a dřevěného uhlí.
Kmeny Dombeya macropoda využívali domorodci k výrobě dlabaných kánoí, dřevo D. umbellata k výrobě raftů.
Kůra celé řady druhů je lokálním zdrojem kvalitního nahnědlého vlákna podobného jutě, které je využíváno zejména k výrobě provazů, šňůr, pytlů a v některých případech (např. D. cannabina) i oděvů. Jako vázací materiál je používána i surová kůra některých druhů.
Z větévek D. mandenensis lze vyrobit vynikající zubní kartáčky. Obsahují sliz, který pomáhá chránit před záněty dásní. Měkké a chlupaté listy D. mollis a D. dafodahy slouží jako toaletní papír.

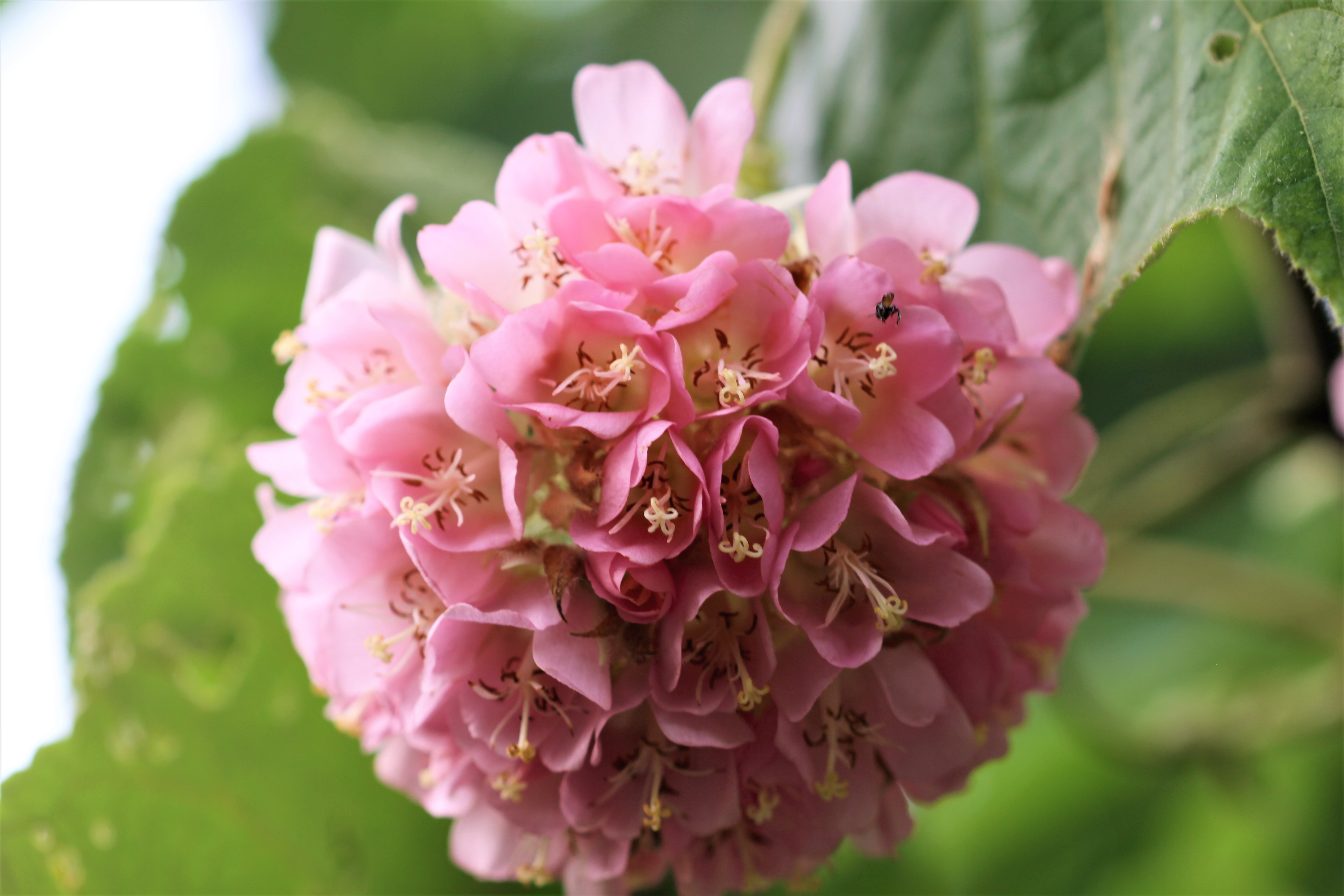
Květenství dombejy manihot (Dombeya acutangula)
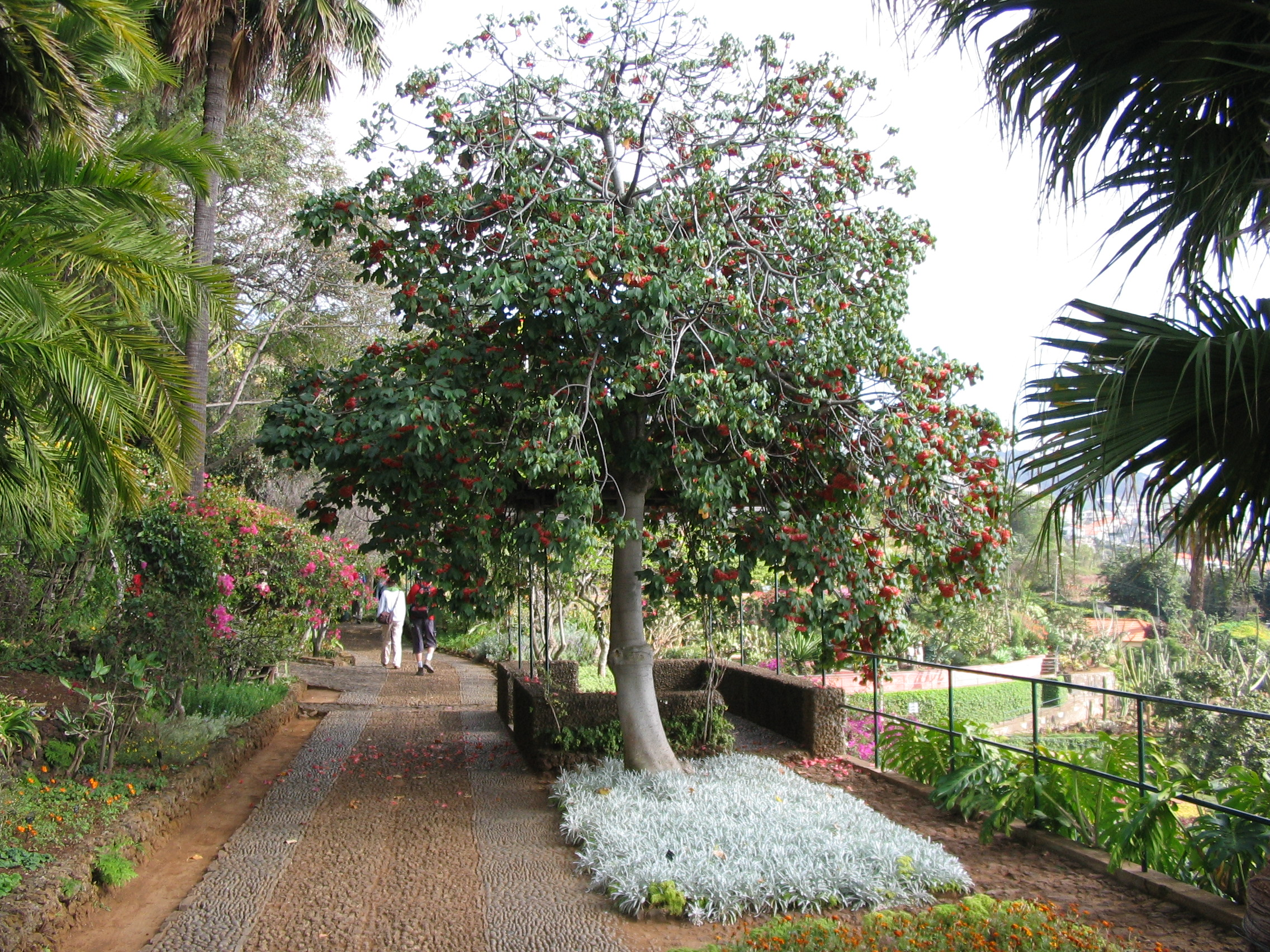
Dombeya cacuminum v botanické zahradě na Madeiře
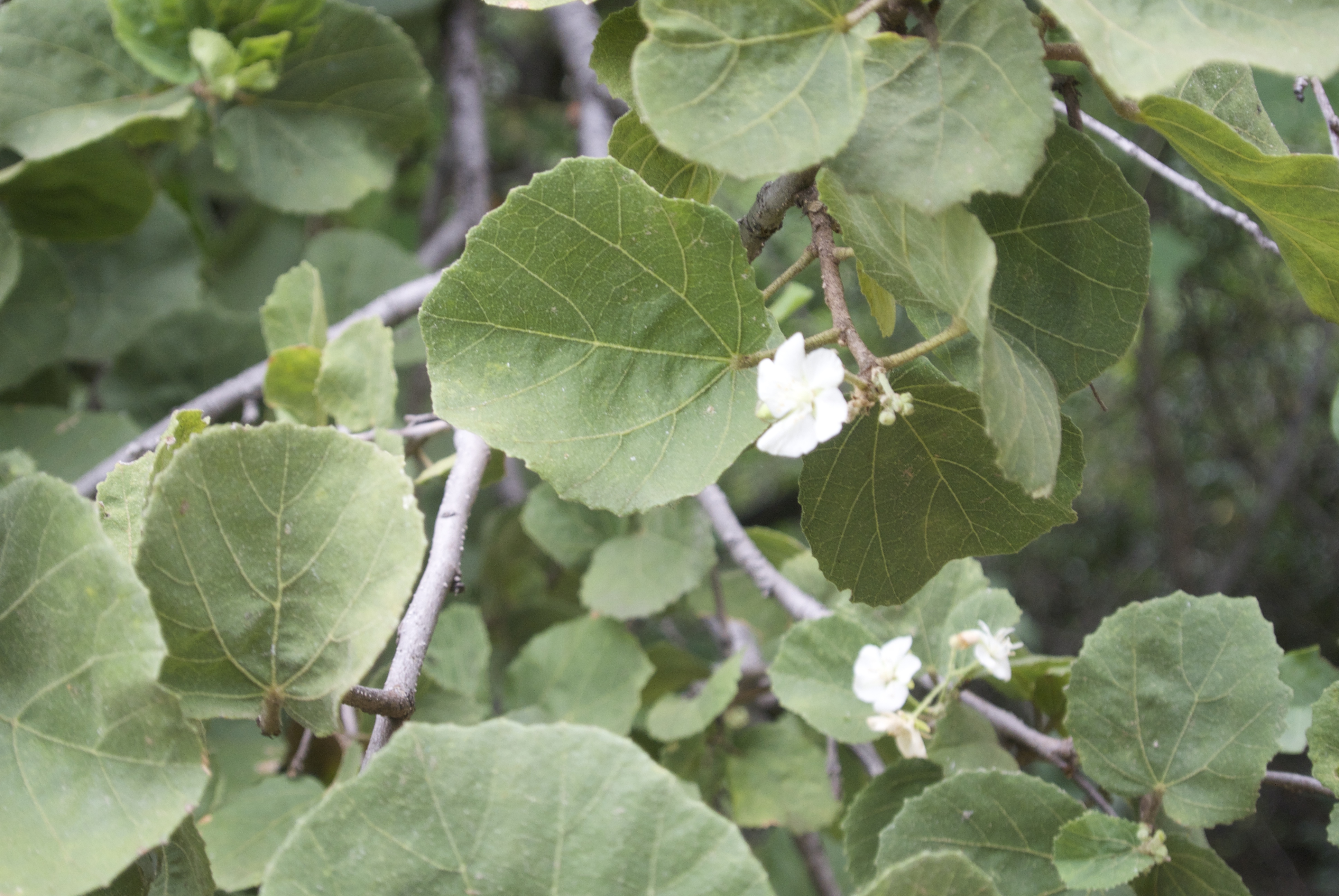
Léčivá Dombeya rotundifolia